# Malšice
Malšice är en köping i Tjeckien.   Den ligger i regionen Södra Böhmen, i den centrala delen av landet, 80 km söder om huvudstaden Prag. Malšice ligger 498 meter över havet och antalet invånare är 1 702.
Terrängen runt Malšice är huvudsakligen platt. Malšice ligger uppe på en höjd. Runt Malšice är det ganska glesbefolkat, med 43 invånare per kvadratkilometer. Närmaste större samhälle är Tábor, 8,0 km nordost om Malšice. Trakten runt Malšice består till största delen av jordbruksmark.